# Dictynoidea
Dictynoidea è una  superfamiglia di aracnidi araneomorfi che comprende sei famiglie:
- Anyphaenidae BERTKAU, 1878
- Cybaeidae BANKS, 1892
- Desidae POCOCK, 1895
- Dictynidae O.P.-CAMBRIDGE 1871
- Hahniidae BERTKAU, 1878
- Nicodamidae SIMON, 1898